# Fernando Trueba
Pour les articles homonymes, voir Trueba.
Fernando Rodríguez Trueba, simplement appelé Fernando Trueba, est un réalisateur, producteur et scénariste espagnol, né le 18 janvier 1955 à Madrid. Occasionnellement, il est aussi acteur.

## Biographie
Né à Madrid, Fernando Trueba est le frère du scénariste et producteur David Trueba.
De 1974 à 1979, il est critique de cinéma pour le quotidien espagnol El País, ainsi que pour l'hebdomadaire Guía del Ocio (es). En 1980, il crée le magazine de cinéma Casablanca. Durant les années 1970, il réalise six courts-métrages.
En 1980, il se fait connaître du grand public avec son premier film, justement nommé Ópera prima (es) (Première œuvre), primé au festival international du film de Chicago. La même année, il fonde la maison de production Opera films. C'est avec Le Rêve du singe fou qu'il acquiert la renommée, confirmée par Belle Époque puis La Fille de tes rêves avec Penélope Cruz.
Il est l'auteur d'un Diccionario de cine (1997) et a édité un Dictionnaire du latin jazz en 1998.
En 2000, il crée la société de production de musique Lola records avec laquelle il produit les bandes originales de ses films, dont Calle 54, qui donnera naissance en 2002 à un nouveau studio d'enregistrement, Calle 54 records.
En 2016, il tourne La Reine d'Espagne, la suite du long-métrage qui a valu a Penélope Cruz son premier Goya, La Fille de tes rêves.

### Vie privée
Il est le père de Jonás Trueba (né en 1981), qui est également réalisateur et scénariste.

## Filmographie

### Réalisateur

#### Longs-métrages
- 1980 : Cousine, je taime (Ópera prima)
- 1982 : Óscar y Carlos 82
- 1982 : Mientras el cuerpo aguante
- 1984 : Gros sel (es)
- 1985 : Sois infidèle avec le premier venu (Sé infiel y no mires con quién)
- 1986 : Manolo (El año de las luces)
- 1989 : Le Rêve du singe fou (El sueño del mono loco)
- 1992 : Belle Époque
- 1995 : Two Much
- 1998 : La Fille de tes rêves (La niña de tus ojos)
- 2000 : Calle 54
- 2002 : Le Sortilège de Shanghai (El embrujo de Shanghai)
- 2003 : Blanco y negro
- 2004 : Le Miracle de Candeal (es)
- 2009 : El baile de la Victoria
- 2011 : Chico et Rita (Chico y Rita) (co-réalisé avec Javier Mariscal)
- 2012 : L'Artiste et son modèle (El artista y la modelo)
- 2016 : La Reine d'Espagne (La reina de España)
- 2020 : L'Oubli que nous serons (El olvido que seremos)
- 2023 : They Shot the Piano Player (Dispararon al pianista) (co-réalisé avec Javier Mariscal)
- 2024 : Haunted Heart

#### Courts-métrages
- 1974 : Óscar y Carlos
- 1977 : Úrculo
- 1978 : En legítima defensa
- 1979 : El León enamorado
- 1979 : Homenage à trois
- 1995 : Lumière et Compagnie (film collectif), un segment

#### Télévision
- 1990 : La mujer de tu vida (es) (série télévisée), épisode La mujer inesperada
- 1993 : El peor programa de la semana (série télévisée)
- 1996 : El trio en mi bemoll (téléfilm)

### Scénariste
- 1974 : Óscar y Carlos
- 1977 : Úrculo
- 1979 : El León enamorado
- 1979 : Homenage à trois
- 1980 : Tunait is de nait
- 1980 : La Mano negra
- 1980 : Cuentos eróticos
- 1980 : Cousine, je taime (Ópera prima)
- 1984 : Gros Sel (Sal gorda)
- 1985 : De tripas corazón
- 1985 : Sois infidèle avec le premier venu (Sé infiel y no mires con quién)
- 1986 : Manolo (El año de las luces)
- 1988 : Miss Caribe
- 1989 : Le Rêve du singe fou (El sueño del mono loco)
- 1990 : La mujer de tu vida (es) (série télévisée), épisode La mujer inesperada
- 1995 : Suspiros de España (y Portugal)
- 1995 : Two much
- 2000 : Calle 54
- 2002 : Le Sortilège de Shanghai (El embrujo de Shanghai)
- 2009 : El baile de la Victoria
- 2012 : El artista y la modelo
- 2016 : La reina de España

### Producteur
- 1974 : Óscar y Carlos
- 1979 : El León enamorado
- 1981 : Vecinos
- 1982 : Óscar y Carlos 82
- 1982 : A contratiempo
- 1982 : Mientras el cuerpo aguante
- 1984 : Gros sel (Sal gorda)
- 1985 : De tripas corazón
- 1986 : Lulú de noche
- 1990-1994 : La mujer de tu vida (es) (série télévisée)
- 1988 : El Juego más divertido
- 1990 : Magicians of the Earth: A Young Man's Dream and a Woman's Secret (téléfilm)
- 1991 : Sublet
- 1991 : Magicians of the Earth: Senis Children (téléfilm)
- 1991 : Magicians of the Earth: Kings of the Water (téléfilm)
- 1991 : Alas de mariposa
- 1992 : Magicians of the Earth: The Giant Woman and the Lightning Man (téléfilm)
- 1992 : Belle Époque
- 1995 : Two much
- 1996 : La Buena vida
- 1997 : Routes secondaires (Carreteras secundarias)
- 2000 : Calle 54
- 2003 : Blanco y negro
- 2011 : Chico et Rita (Chico y Rita)

### Acteur
- 1998 : Spanish Fly de Daphna Kastner : l'anthropologue
- 2024 : Septembre sans attendre de Jonás Trueba : le père d'Alejandra

## Distinctions

### Décorations
- Chevalier de l'Ordre des Arts et des Lettres (France) en 1996[2]
- Médaille d'or du mérite des beaux-arts (Espagne)[Quand ?]

### Récompenses
- Trois Prix Goya du meilleur film :
  - 1990 - Le Rêve du singe fou
  - 1993 - Belle Époque
  - 1999 - La Fille de tes rêves

- Deux Prix Goya du meilleur réalisateur :
  - 1990 - Le Rêve du singe fou
  - 1993 - Belle Époque

- Oscar du meilleur film étranger :
  - 1994 - Belle Époque

- Coquille d'Argent du meilleur réalisateur
  - 2012 pour L'Artiste et son modèle

### Nominations
- 1999 : Prix Goya du meilleur réalisateur pour La Fille de tes rêves
- 2013 : Prix Goya du meilleur réalisateur pour L'Artiste et son modèle
- 2013 : Prix Goya du meilleur scénario original pour L'Artiste et son modèle